# Glossosoma spinatum
Glossosoma spinatum är en nattsländeart som beskrevs av Ruiter 2000. Glossosoma spinatum ingår i släktet Glossosoma och familjen stenhusnattsländor. Inga underarter finns listade i Catalogue of Life.